# Erich Jentzsch
Erich Jentzsch (* 12. Juli 1895 in Halle (Saale); † 1961 in Berlin-Wilmersdorf) war Leiter des Polizeiamtes Gelsenkirchen.

## Leben
Nach der ersten juristischen Staatsprüfung im Jahre 1922 wurde Erich Jentzsch Regierungsreferendar und im Januar 1927 als Regierungsassessor dem Landratsamt Meschede zugeteilt. Die Versetzung zum Polizeipräsidium Berlin folgte im Mai 1928. 1932 kam er als Regierungsrat zur Bezirksregierung Stade. Zwischenzeitlich wieder beim Polizeipräsidenten in Berlin beschäftigt, wurde Jentzsch mit Regierungserlass vom 19. Februar 1934 Leiter des Polizeiamtes Gelsenkirchen. Zum 1. Mai 1933 trat Jentzsch der NSDAP bei (Mitgliedsnummer 3.044.015). Vor seinem Dienst ab Oktober 1942 im Zweiten Weltkrieg war er – mit vorübergehender Abordnung zum Polizeipräsidium Wien – wieder in der Berliner Polizeidienststelle leitend beschäftigt, zuletzt als Oberregierungsrat.